# Dissonances
Pour les articles homonymes, voir Dissonance.
Pour plus de détails, voir Fiche technique et Distribution.
Dissonances est un téléfilm français réalisé par Jérôme Cornuau, sorti en 2003. Il s'agit de l'adaptation du livre Autoroute de Stephen Dixon.

## Synopsis
Nathan roule tranquillement sur l'autoroute avec ses deux jeunes filles à l'arrière de la voiture. Ils sont victimes d'une agression gratuite... s'ensuit le développement de l'histoire vue par Nat, Henry et Margo...

## Fiche technique
- Titre : Dissonances
- Réalisation : Jérôme Cornuau
- Scénario : Jérôme Cornuau, Nicolas Saada
- Production : Jérôme Cornuau, Miguel Courtois, Diana Keam, Gilles de Maistre
- Musique : Olivier Florio
- Montage : Brian Schmitt
- Pays d'origine :  France
- Format : Couleur - 35 mm
- Durée : 107 minutes
- Dates de sortie : 
  -  France : septembre 2003 (Festival de Saint-Tropez)
  -  France : 10 octobre 2003 (Festival du film d'Aubagne)
  -  France : 20 février 2004

## Distribution
- Jacques Gamblin : Nat
- Didier Flamand : Henry
- Bérénice Bejo : Margo
- Françoise Viallon : Lee (comme Françoise Viallon-Murphy)
- Keren Tahor : Helen
- Paddy Canavan : Sarah Kandinsky
- Danny Keogh : Bill
- Brent Palmer : Glen Rand
- Nicholas Andrew : Saul Rand

## Récompenses
- Au Festival de la fiction TV de Saint-Tropez 2003[1] :
  - Meilleur téléfilm unitaire
  - Meilleur comédien pour Jacques Gamblin